# Завоюване на България от османските турци
Завоеванията над българските земи от османските турци се осъществяват от петима последователни султани: Орхан I, Мурад I, Баязид I, Мехмед I и Мурад II, като между управлението на Мурад и Баязид I е разположен периодът на Османското междуцарствие. Съпротивата на българските владетели е част от българо-османските войни. Както показват фактите, превземането на България трае между 55 и 82 години. Старопланински крепости като Ловеч, Враца и Троян падат няколко години след завладяването на Константинопол през 1453 – та.
Завладяването на Българското царство от османските турци трябва да се разглежда в контекста на процесите, които протичат в съседните на българите държави, както и на непрекъснато променящите се военни съюзи през втората половина на XIV век. Този период за цяла Европа се отличава със силна феодална разпокъсаност, липса на силна централна власт. Унитарните сръбска, българска и византийска държава са се разпаднали.

### Установяване на тюрки в Мала Азия и взаимодействие с ромеите
Още в късния 11 век в Мала Азия се появяват мюсюлмански емирства от тюркски произход, известни като Малоазийски бейлици. Основното им занятие било да защитават селджуците от ромеите. След победата на Иконийския султанат на селджуците над ромеите при битката при Манцикерт, тези бейлици открито обявяват своята независимост. Възползвайки се от отслабените ромеи и войните на селджуците с Фатимидите в Египет и Южна Сирия, бейлиците обединяват своите емирства. Ертугрул основава бейлика Сьогют в долината на река Сангариос, разположена между днешните Бурса и Анкара (на турски: Sakarya Irmağı, на гръцки: Σαγγάριος, Sangarios). Неговият наследник Осман I създава Османската династия и Османския бейлик, който ще надделее над всички останали и ще положи основите на Османската империя през 1299 г. 

### Поражение на цар Иван Александър при Димотика
Между 1341 и 1347 г. във Византия се води гражданска война, в която враждуват две династии: Палеолози и Кантакузини. Тя избухва след смъртта на василевса Андроник III Палеолог. Важно е да се отбележи, че мирните отношения между Българското царство и Византия са установени с мира от Русокастро от юли 1331 г. именно между цар Иван Александър и Андроник III Палеолог, а също потвърдени с династически бракове от 1338/1339 г. Историците Божилов и Гюзелев защитават тезата, че смъртта на василевса и разразилия се династичен спор, който по-късно прераснал и в гражданска война, оказват огромно влияние на политиката на българските владетели и на хода на всички събития в Югоизточна Европа по това време. Благородничеството подкрепя Йоан VI Кантакузин, а долните и средните слоеве на обществото застават зад Йоан V Палеолог.
Появата на Шишман, синът на Михаил III Шишман Асен, в Константинопол, поражда ответни действия от Иван Александър. Той изпраща свои пратеници при Йоан Кантакузин, като му поставя условие или да предаде Шишман, или да очаква война. Йоан Кантакузин решава да покровителства Шишман и като показ на готовността си за война, изпраща флота на привлечените айдънски турци начело с Умур бег в устието на Дунав. Иван Александър в отговор тръгва на юг с войските си и се установява в Стилбно, днешен Сливен, където е границата с Византия, установена с мира от 1331 г. В есента на 1341 г. Йоан Кантакузин напуснал Константинопол и се отправил на запад към Димотика. Междувременно Анна Савойска, патриарх Йоан XIV Калека и регентът Алексий Апокавк решили да извършат преврат срещу Йоан Кантакузин, последният от своя страна се обявил за василевс на 26 октомври 1341 г., а в отговор на това в „Света София“ 9-годшният Йоан V Палеолог бил коронясан тържествено, а Алексий Апокавк получил званието „велик дук“. Прочел грешно настроенията в лагера на малолетния престолонаследник (сметнал, че може не само да застане на страната на Палеолозите, но и да завладее византийските по това време земи в Тракия), и особено тези в Адрианопол, Иван Александър в крайна сметка се установил на десния бряг на Марица. По-голямата част от войската му, обаче, се намирала в Тракия, а той бил нападнат от една страна от ромеи, а от друга – от турци, които били съюзници на Йоан Кантакузин. Българските войски са победени и е сключен мирен договор с ромеите, според който българите се въздържат от намеса в гражданската война във Византия.

### Сръбско разширяване в Македония
През лятото на 1342 г. сръбската царица Елена, съпруга на цар Стефан Душан, сестра на цар Иван Александър, посещава престолния Търновград, където се опитва да убеди брат си да се въздържа от военни действия спрямо сръбския цар. Последният застава на страната на Йоан Кантакузин и успява да овладее обширни земи в Македония.

### Първи османски нашествия и завоевания в европейския югоизток
Когато през 1347 г. Йоан Кантакузин се насочва към черноморските градове на Българското царство, той привлича на своя страна султан Орхан I, владетел на османския бейлик в Мала Азия. Орхан I изпраща сина си Сюлейман и градовете са превзети, с изключение на Созопол. Същата година Йоан Кантакузин влиза победоносно в Константинопол и се възкачва на престола. Междувременно османските турци продължават своите набези по българските земи, които са съпроводени с разрушения и насилие.
В 1349 г. на Софийското поле Иван Асен и българските войски водят битка с 20 000 османски турци, водени от Сюлейман, сина на султан Мурад I. Иван Асен е убит, а жертвите са значителни и за двете страни. През лятото на 1350 г. Сюлейман отново извършва набези в Тракия. През 1351 г. в Търновград пристигат ромейски пратеници с предложение за създаване на съюз срещу османските турци. Те предлагат българският цар да поеме разходите по изграждането на флот, който да затвори пътя им към Тракия и да държи нашествениците в Мала Азия. Първоначално цар Иван Александър приема, но впоследствие се отмята от обещанието си.

През 1352 г. се състои Битката при Питион, в която войски на Йоан VI Кантакузин и спомагащите го османски турци се бият срещу обединените войски на българи, сърби и ромеи на страната на Йоан Палеолог. Последният е победен. Във връзка с тази битка на османските турци е обещана крепостта Цимпе и през 1353 г. те вече я овладяват за себе си и оттук започва нашествието им на полуострова. На 2 март 1353 г. те превземат и крепостта Галиполи на брега на Хелеспонта, днес Дарданелите. На следващата година разширяват владенията си в Тракия. На Софийското поле през 1355 г. се води битка между османските турци и Михаил IV Асен, синът на цар Иван Александър. Българите търпят големи загуби, а Михаил Асен пада убит. Сведения за това ни дава Българската анонимна хроника от XV в.:
| „                                   | Българите отново се събраха под началството на Михаил, сина на Александър, но и него убиха турците, като плениха множество народ и го отведоха през Галиполи. | “ |
| Българска анонимна хроника от XV в. | |   |

### Васална зависимост на България (1390 – 1396)

#### Падане на Търновското царство (1393)
През 1387 г. обединените християнски сили нанасят голямо поражение на турците при Плочник. Цар Иван Шишман веднага отхвърля васалните си задължения към султан Мурад и отказва да му изпрати подкрепление. Веднага след това 30-хилядна армия начело с великия везир Али паша потегля срещу българите. Иван Шишман напуска Търново и отива в силната Никополска крепост. Изоставен от съюзниците си, виждайки огромната турска армия пред Никопол, той отива при султан Мурад и за втори път се заклева да му бъде васал при условие да предаде на турците най-укрепения град на Дунава – Силистра.
Скоро след това обаче Иван Шишман отказва да предаде Силистра на турците. Али паша отново потегля на север и пак обсажда цар Иван Шишман в Никопол, който за пореден път моли за мир. Този път условията са още по-тежки – освен Силистра трябва да бъдат предадени и други крепости. На 15 юни 1389 г. султан Мурад загива в битката при Косово поле, но османците удържат победа.
Новият султан Баязид изчаква няколко години и през 1393 г., когато българите не очакват, потегля с огромна войска. Изненадан, Иван Шишман напуска столицата, а Баязид я подлага на обсада. Търново издържа 3 месеца, но на 17 юли 1393 г. градът е завладян. Цар Иван Шишман умира 2 години след това.
След смъртта на Иван Шишман, според някои изследователи негов извънбрачен син приема монашеското име Йосиф и става вселенски патриарх в Константинопол, по-известен като Йосиф II (1416 – 1439), който и е последният представител на династията на висш държавен или църковен пост. Според други източници вселенския патриарх е син на Шишман, който е син на Михаил Шишман и носи името на дядо си.
Редица историци и родови експерти, считат че част от представителите на рода, след падането на Второто ни царство, приемат исляма заедно с високи постове в Османската империя.
В пролетта на 1393 г. по заповед на султан Баязид I Търновград е подложен на усилена и продължителна обсада. През лятото, на 17 юли 1393 г., след щурм, градът е окончателно овладян. Според професорите Николай Овчаров и Христо Матанов разпространеното твърдение, че за това време защитата на престолния град се води от патриарх Евтимий, е неоснователна, понеже той е убеден последовател на исихазма. Според проф. Хитко Вачев редица изследвания свидетелстват, че Търновград е обявил капитулация пред османските турци, а не е превзет поради предателство или завършила успешно обсада. В подкрепа той привежда фактите, че няма данни за опожаряване, църквите са запазени след 1393 г. (разрухата им се отнася към по-късно време). След превземането на Търновград патриарх Евтимий е заточен в Бачковския манастир. Част от благородничеството е избито, а останалата е преселена в Мала Азия. Османските войски се насочват към Никополската крепост на река Дунав, където е пленен цар Иван Шишман, царското звание му е отнето, но е оставен да управлява Никопол. С това се слага край на съществуването на Търновското царство.

#### Падане на Видинското царство (1396)
През 1391 г. във Видин без съпротива се настанява османски гарнизон под командването на Фируз бей, който използва града като база за нападение над Влашко. Като реакция на решителната победа на османците над съюзните сили на сърби и босненци на Косово поле на 15 юни 1389 г. унгарският крал Сигизмунд организира кръстоносен поход. През пролетта на 1396 г. неговата 60-хилядна войска влиза във Видин и прогонва османския гарнизон. Иван Срацимир отхвърля васалитета и се обявява за съюзник на унгарския крал. Кръстоносците обаче са разгромени при Никопол на 25 септември 1396 г. и Баязид I превзема Видин след кратка обсада. С това е сложен край на Видинското царство. Видинският цар Иван Срацимир е пленен и отведен в бившата османска столица Бурса (на Мраморно море), хвърлен в тъмница и умира в 1402 г., вероятно удушен. Според друга версия той умира още през 1397 г.

###### Хипотеза за падане на Видинското царство през 1422 г.
Дълго време българските историци смятат за безспорно че, Видинското царство е напълно подчинено от османците след пленяването на Йоан Срацимир (1396). В началото на XXI век някои български историци и археолози оспорват това твърдение. Историци като  проф. Пламен Павлов, проф. Иван Тютюнджиев, проф. Христо Матанов и доц. Петър Николов-Зиков допускат, че до 1422 е имало българско царство, негов владетел е бил  Константин II Асен. През 2024 година археолозите проф. Николай Овчаров и доц. Здравко Димитров откриват, че той е сякъл собствени монети през 1421-1422 г. Всъщност първото сигурно твърдение, че Видин не е вече царство, а санджак е едва от 1430 година

## Съдба на българските благородници, болярите
Първородният син на Иван Шишман Александър Шишман приема исляма през 1398 г., получава името Искендер бей (на турски: İskender Bey) и става управител на черноморския град Самсун.

## Причини за завоюването на Българското царство
| Град, център на градски въстания | Град за ориентир |

Историографията обичайно изтъква следните причини: феодална разпокъсаност, стопански срив, духовна криза, слаба и късогледа политика на управниците. Някои историци добавят и следните: чумна епидемия, суша и демографски срив като последица от двете.

## Извори
- Съчиненията на Мехмед Нешри, и по-особено летописът „Огледало на света“.
- „Писание за верските битки на султан Мурад, син на Мехмед хан“
- Българска анонимна хроника от XV в.